# سن-امیل-دو-سوفولک، کبک
سن-امیل-دو-سوفولک (به فرانسوی: Saint-Émile-de-Suffolk) شهری در منطقه شهری پاپینو ناحیه اوتاوه در استان کبک کانادا است. در سرشماری سال ۲۰۱۱ این شهر ۵۳۳ نفر جمعیت داشته‌است و مساحت آن ۵۴٫۰۷ کیلومتر مربع است.